# Brøndby Haveby

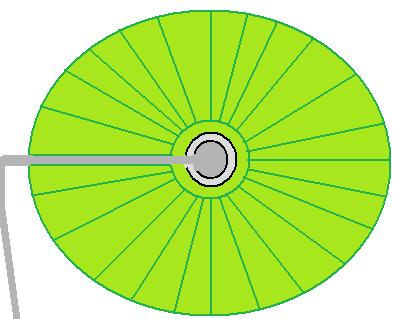
Eine der Rotunden in Brøndby Haveby

Brøndby Haveby ist ein Kleingartenareal in Brøndby auf der dänischen Hauptinsel Seeland, das südlich von Brøndbyvester an der Schnellfahrstrecke København–Ringsted und nördlich von Brøndby Strand liegt. Zusammen mit dem Brøndby Golf Club ist das Areal die Hauptfläche des grünen Keils (dänisch Den Grønne Kile).

## Geschichte
Im Jahr 1964 wurde von der Gemeinde Brøndby beschlossen, Flächen für Kleingärten zu reservieren. Der Gartenarchitekt Erik Mygind von der Universität Kopenhagen verwirklichte seine Idee, zwei Gartenareale in Rotunden, mit nach innen abfallenden Hecken, anzulegen. Die Idee lehnt sich an das Konzept der Rundlingsdörfer an, wo sich die Menschen am Brunnen in der Mitte des Dorfes trafen und Neuigkeiten austauschten.
Die Hecken fallen, zur Mitte hin, von 180 auf 80 cm ab, da sonst die Pflanzen im Zentrum zu wenig Licht erhalten. In die Mitte dieser Rotunden führen Straßen mit Parkplätzen, von wo der Zugang zu den Gärten erfolgt.
Beide Rotundenareale sind in 284 Kleingärten eingeteilt, die auf den tortenstückartigen Grundstücken der zwölf Rotunden liegen. Jede Rotunde beinhaltet 24 Parzellen mit je einem Gartenhaus mit einer Größe von maximal 50 m² – mit Strom, Toilette und Wasserversorgung ausgestattet – von etwa 400 m² Größe. Nur wer einen Wohnsitz im Umkreis von 20 Kilometern hat, kann Eigentümer werden.
In späteren Jahren erfolgten Erweiterungen dieser ursprünglichen Gartenanlagen in herkömmlicher Form.

## Neuordnung
Bereits 2010 wurde ein Plan für den weiteren Ausbau des Erholungsgebietes unter dem Namen Den Grønne Kile (deutsch: der grüne Keil) vorgestellt. Es erfolgte eine Erweiterung und eine Neufestlegung der Areale Brøndby Haveby mit den Abteilungen 1 bis 7.
Mit dem Bau der Bahnstrecke København–Ringsted zwischen 2016 und 2019 erfolgte eine Neuplanung des gesamten Grüngürtels südlich der Bahnstrecke. Für den Bau mussten Grundstücke erworben oder enteignet werden, teilweise nur für die Bauphase. Diese Neuordnung wurde in einem Plan festgehalten, der eine Ausweitung der Grünflächen und Erholungsgebiete beschreibt. Dabei wurde das Gebiet in Teilabschnitte eingeteilt, für die unterschiedliche Bauvorschriften im Bezug auf Baugröße der Häuser und die Bepflanzung festgelegt wurden.

## Verkehr
Die beiden Rotundengebiete werden durch den Søndre Ringvej getrennt. 